# مبنى غارستانغ تاون
مبنى غارستانغ تاون Garstang Town Hall هو مبنى بلدي في شارع هاي ستريت في جارستانج، لانكشاير، إنجلترا. الهيكل، الذي يستوعب حاليًا متجرين ونادي Royal British Legion Club، وهو مبنى تاريخي محمي من الدرجة الثانية. 

## تاريخ المبنى
بعد أن منح الملك تشارلز الثاني المدينة ميثاق التأسيس في عام 1679، قرر الأحرار المنتخبون حديثًا إنشاء قاعة سوق، وتم الانتهاء من المبنى الجديد في عام 1680 ولكن تم إحراقه في حريق كبير في عام 1750.   تم تصميم المبنى الحالي، الذي تم تشييده في موقع المبنى الأصلي، على الطراز الكلاسيكي الجديد، وتم بناؤه من الآجر الأحمر مع ضمادات حجرية، وتم بناؤه بين عامي 1755 و 1764.  اشتمل التصميم على واجهة رئيسية متناظرة مع ثلاثة خلجان تواجه الشارع الرئيسي. كان مقنطرًا في الطابق الأرضي، بحيث يمكن إقامة الأسواق، مع غرفة تجميع، لاستخدام مجلس البلدة، في الطابق الأول. كان هناك فتحة مركزية واسعة، مع محيط حجري وحجر شبه منحرف، محاط بفتحتين أصغر في نفس النمط. في الطابق الأول، كانت هناك نافذة وشاح مركزية مع قوس، وإفريز، وقوس، بينما كانت الخلجان الخارجية مغطاة بنوافذ ذات أقواس، وأفاريز، وأفاريز. كان هناك أيضًا إفريز رئيسي عبر الجزء العلوي من الواجهة الرئيسية. داخليًا، على الرغم من أن الغرفة الرئيسية كانت غرفة التجمع في الطابق الأول، كان هناك أيضًا سجن للمجرمين الصغار في الطابق السفلي. 
تم تركيب قبة خشبية بوجوه ساعة وريشة طقس (دوارة الرياح) عام 1847.  بسبب قلة عدد سكان المدينة نسبيًا،  تم إلغاء مجلس البلدة، الذي كان قد اجتمع في دار البلدية، بموجب قانون الهيئات البلدية لعام 1883.  وافق مفوضو المؤسسات الخيرية على نقل مبنى البلدية والأصول المدنية الأخرى إلى غارستانغ تاون تراست الذي تم إنشاؤه حديثًا في عام 1886  وتم تركيب لوحة على واجهة المبنى لإحياء ذكرى اليوبيل الذهبي للملكة فيكتوريا في عام 1887.

## منطقة ريفية
تم تحديد المنطقة كمنطقة ريفية في عام 1894،  وعلى الرغم من أن المجلس الجديد استخدم دار البلدية في البداية كمكان اجتماع له، إلا أنه انتقل إلى مكاتب أكبر شمالًا على طول شارع هاي ستريت في عام 1914.  تم تحويل مبنى البلدية لاحقًا للاستخدام التجاري، وعلى الرغم من تعرضه لأضرار بالغة في حريق في عام 1939 وكان لا بد من إعادة بنائه، فقد تم حفظ الكثير من الأعمال الحجرية الخارجية واستعادتها.  استمر الطابق الأرضي من قاعة المدينة في استيعاب متجرين، بينما أصبح الطابق الأول فيما بعد منزلًا لنادي Royal British Legion Club.  تم تركيب لوحة إضافية على واجهة المبنى لإحياء ذكرى اليوبيل الماسي لإليزابيث الثانية في عام 2012.